# 屠肆增一
武仙座97，又名BD+22 3260，HD 164900、SAO 85676、HR 6741，是武仙座的一颗恒星，视星等为6.21，位于銀經48.91，銀緯20.57，其B1900.0坐标为赤經17h 58m 19.2s，赤緯+22° 20.57′ 21″。